# Список умерших в 1338 году
В этой статье представлен список известных людей, умерших в 1338 году.
См. также: Категория:Умершие в 1338 году

## Январь
- 6 января — Джеймс Батлер — первый граф Ормонд (1328—1338).
- 25 января — Герман Морневег[нем.] — бургомистр Любека (1320–1340).

## Март
- 17 марта — Иоган Генрих IV фон Горица — граф Горицы (1323—1338)
- 21 марта — Марсилио I де Каррара — представитель семьи Каррарези, итальянский кондотьер, сеньор Падуи (1324—1328, 1337—1338)
- 30 марта — Федерик III Либницкий[нем.] — архиепископ Зальцбурга (1315—1338)

## Апрель
- 6 апреля — Ги де Лаваль[фр.] — епископ Кемпера (1324—1325), епископ Ле-Мана (1326—1338)
- 8 апреля — Стефен Грэвесенд[англ.] — епископ Лондона (1318—1338)
- 24 апреля — Теодор I Палеолог — сын византийского императора Андроника II Палеолога, маркиз Монферратский (1306—1338).
- 29 апреля — Петер Вайс[нем.] — любекский купец и меценат Доберанского монастыря

## Май
- 5 мая — Принц Тсуненага[англ.] — сын японского императора Го-Дайго; убит
- 17 мая — Пьер Жан де Мусси[фр.] — епископ Мо (1321—1325), епископ Вивье (1325—1326), епископ Байё (1326—1330), епископ Каркасона (1330—1338)
- 23 мая — Элис де Варенн[англ.] — графиня-консорт Арундел (1305—1326), жена Эдмунда Фицлана, 9-го графа Арундел

## Июнь
- 7 июня — Жиль де Бэдлсмир — 2-й и последний барон Бэдлсмир (1328—1338).
- 10 июня — Китабатакэ, Акииэ[англ.] (20) — японский военный и государственный деятель, губернатор провинции Муцу; убит.

## Июль
- 31 июля — Генрих Краффт[нем.] — епископ Лаванта (1332—1338)
- Музаффар ад-Дин Мухаммед-хан[англ.] — ильхан под опекой Джалаиридов (1336—1338); казнён Чобанидами

## Август
- 4 августа — Томас Бразертон (38) — сын английского короля Эдуарда I, граф Норфолк (1312—1338), лорд-маршал Англии (1316—1338).
- 5 августа — Бернабо Маласпина[итал.] — епископ Луни (1321—1338)
- 17 августа — Нитта Ёсисада — японский государственный и военный деятель, полководец периода Камакура — начала периода Намбокутё, совершил харакири
- 22 августа — Гильом II — герцог Афинский (1317—1338), герцог Неопатрии (1319—1338)
- 27 августа — Бартоломео II Делла Скала[итал.] — епископ Вероны (1336—1338)

## Сентябрь
- 3 сентября — Анна Люксембургская (15) — дочь короля Чехии Иоганна Люксембургского, герцогиня-консорт Австрии, Штирии и Каринтии (1335—1338), жена герцога Оттона

## Декабрь
- 13 декабря — Гильом де Брос[фр.] — епископ де-Пюи (1317—1318), епископ Мо (1318—1321), архиепископ Буржа (1321—1331), архиепископ Санса (1331—1338)
- 21 декабря — Томас Хеменхэл[англ.] — епископ Нориджа (1336—1337), епископ Вустера (1337—1338)

## Дата неизвестна или требует уточнения
- Ален де Хейлори[фр.] — епископ Трегье (1330—1338)
- Альфонсо Фадрике — граф Салоны (1318—1338)
- Аухади Марагаи — персидский поэт-суфий
- Вильгельм (Арнсберг)[нем.] — граф Арнсберга (1313—1338)
- Герман VIII[англ.] — титулярный маркграф Баден-Бадена
- Дженкши-хан — правитель Чагатайского улуса (1335—1338)
- Джон Вишарт[англ.] — епископ Глазго (1335/6-38)
- Есаи Нчеци — армянский мыслитель, грамматик, богослов, педагог и церковно-общественный деятель, основатель Гладзорского университета.
- Эндрю Морей, шотландский военный и политический деятель, дважды хранитель (регент) Шотландии (1332—1333, 1335—1338).
- Нитта Ёшиаки[англ.] — японский генерал; убит
- Ованес Цорцореци — армянский философ, грамматик, поэт, переводчик, педагог и церковно-общественный деятель
- Отенин Безумный[англ.] — граф Монбельяра (1322—1328)
- Пшемысл Иновроцлавский — Князь Иновроцлавский (1287—1327), последний князь Серадзский (1327—1338); убит
- Роберт Мэннинг — английский хронист
- Марино Санудо — венецианский путешественник и географ.
- Фридрих фон Вернигероде[нем.] — граф Вернигероде.
- Эдмонд де Бург, англо-ирландский дворянин, предок клана Берков из Клануильяма.